# Райф, Роял Реймонд
Роял Реймонд Райф (англ. Royal Raymond Rife) (16 мая 1888 — 5 августа 1971) — американский инженер, изобретатель. Один из первых представителей цейтраферной киносъёмки микроорганизмов, которая потом в псевдонаучных и шарлатанских целях воспроизводится в ускоренном режиме, создавая у пациентов впечатление интенсивной жизни микробов у них в организме, что якобы угрожает их здоровью.
Наиболее известен благодаря заявленному изобретению аппарата «Рентгеновские лучи» в 1930-х годах, которое, по его мнению, могло бы лечить некоторые заболевания с помощью вибрации. После его смерти аппарат был изготовлен и продан в нескольких странах как лекарство от рака, СПИДа и других заболеваний. Многие пациенты умерли, а несколько промоутеров были осуждены за мошенничество в области здравоохранения и приговорены к длительным тюремным срокам.

## Биография
Существует немного надёжной информации, описывающей жизнь и работу Р. Р. Райфа. В 1930-х годах он создал несколько составных оптических микроскопов и использовал специальную кинокамеру для цейтраферной съёмки с микробов. Он также составил микроскопы, которые включали поляризаторы.

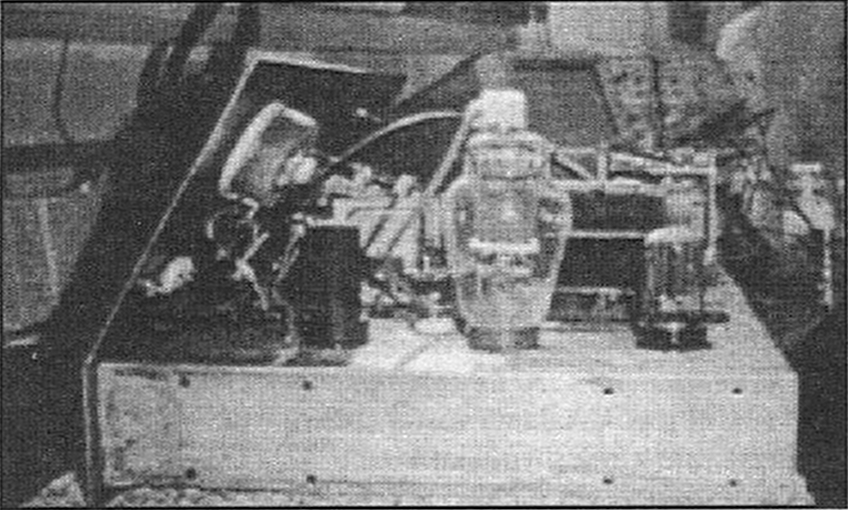
Аппарат Райфа в 1920-х годах.

Райф сообщил, что «рентгеновские лучи» его изобретения могут уничтожить патогенные микроорганизмы. Он утверждал, что задокументировал «частоту колебания смертности» для различных патогенных организмов и был способен уничтожать организмы, вибрируя их с этой частотой. В статье в газете The San Diego Evening Tribune в 1938 году, Райф не утверждал, что может вылечить рак, но заявлял, что способен «девитализировать болезнетворные организмы» в живой ткани, «почти полностью, за некоторыми исключениями». В работе 1931 года Райф писал о медицинских мошенниках, которые утверждают, что излечивают болезнь с помощью «электрических» вибраций, заявив, что его методика не поддержала такие требования.
Утверждения Райфа о его «рентгеновских лучах» не могли быть воспроизведены независимыми исследователями и были опровергнуты в 1950-х годах. Некролог в Daily Californian 5 августа 1971 года описал смерть Райфа в возрасте 83 лет: он умер «без гроша в кармане» и ожесточился из-за неспособности его устройств получить научное признание. Райф утверждал, что научное опровержение изобретений является заговором против него с участием Американской медицинской ассоциации, Министерства здравоохранения США и других участником сообщества «организованной медицины», которая «промывала мозги» и запугивала его коллег.

## Мошенничество в области здравоохранения
Интерес к «устройствам Райфа» был возрождён в некоторых кругах альтернативной медицины книгой Барри Линса «Лечение рака, которое сработало», выпущенной в 1987 году. В ней утверждалось, что Райф преуспел в лечении рака, но его работа была подавлена мощным заговором, возглавляемым Американской медицинской ассоциацией. После публикации книги различные устройства, носящие имя Райфа, продавались как лекарства от различных заболеваний, таких как рак и СПИД. Анализ, проведенный компанией Electronics Australia показал, что типичное «устройство Rife» состояло из батарейки «Крона», проводов, переключателя, таймера и двух коротких медных трубок, передавая «почти необнаружимый», крайне слабый ток, который в большинстве случаев даже не проникал через кожный покров.
«Устройства Райфа» фигурировали в нескольких случаях мошенничества в сфере здравоохранения в США; как правило, обвинения заключались в полной бесполезности этих аппаратов, который противоречил заявленной при продаже эффективности в лечении заболеваний. В судебном деле 1996 года продавцы «устройства Райфа», утверждавшие, что аппарат излечивает многочисленные заболевания, в том числе рак и СПИД, были осуждены за мошенничество; судья, вынесший приговор, назвал подсудимых «дающими ложную надежду». В некоторых случаях больные раком, поверив в эффективность «устройства Райфа», прекратили курс химиотерапии и скончались от развития болезни. В частности, в Австралии было зявлено, что использование «аппаратов Райфа» стало причиной смерти некоторых больных раком, которые могли быть вылечены с помощью традиционной. В 2002 году Джон Брайон Крюгер, который управлял так называемым «Исследовательским обществом Райфа», был приговорён американским судом к 12 годам лишения свободы за участие в убийстве, а также получил 30-месячный срок за незаконную продажу «устройств Райфа». В 2009 году американский суд признал Джеймса Фолсома виновным в совершении 26 уголовных преступлений за продажу «устройств Райфа», продаваемых как «NatureTronics», «AstroPulse», «BioSolutions», «Energy Wellness» и «Global Wellness».
В 1994 году Американское онкологическое общество сообщило, что «аппараты Райфа» продавались по «пирамидальной, многоуровневой маркетинговой схеме». Ключевым компонентом в маркетинговом продвижении «устройств Райфа» было утверждение, первоначально выдвинутое самим изобретателем, что его открытию были поставлены препоны заговором истеблишмента и медицинских корпораций, опасавшихся потери доходов при появлении эффективного средства лечения рака. Американское онкологическое общество описывает эти утверждения как не имеющие ничего общего с действительностью, отмечая, что книга была написана в стиле, типичном для сторонников теории заговора и её утверждения об эффективности «аппаратов Райфа» не соответствуют данным независимых экспериментов. Хотя «устройства Райфа» не зарегистрированы Управлением по санитарному надзору за качеством пищевых продуктов и медикаментов США и неоднократно фигурировали в уголовных делах со смертельными случаями больных раком, газета Seattle Times сообщила, что в 2006 году более 300 человек приняли участие в Международной конференции по здравоохранению Рояла Райфа в Сиэтле, на которой были проданы десятки незарегистрированных «устройств Райфа».